# Janne Korhonen
Janne Korhonen, född 30 mars 1970 i Uleåborg, Finland, död 30 juni 2023, var en finländsk taekwon-do-utövare. Han blev trefaldig europamästare i taekwon-do (ITF) (1992, 1993 och 1999).